# Hartmann von Aue
Hartmann von Aue († probablement entre 1210 i 1220) és, amb Wolfram von Eschenbach i Gottfried von Straßburg, un dels autors més notables de la narrativa del que s'anomena mittelhochdeutschen Klassik (clàssics de l'alt alemany mitjà) vers 1200. Junt amb Hendrik van Veldeke fou un dels primers autors en incorporar la influència francesa del roman cortès. És autor de les obres en vers Erec, Gregorius oder Der gute Sünder (Gregori), Der arme Heinrich (El pobre Heinrich), Iwein, un diàleg al·legòric que es coneix com a Klagebüchlein (Llibret de les lamentacions) i algunes poesies líriques amoroses i cançons de croada.

## Vida i ordre cronològic de les seves obres

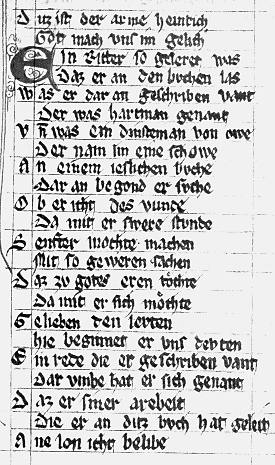
Pròleg de l'Arme Heinrich (Heidelberg, UB, Cpg 341, fol. 249ra)

Hartmann von Aue no es documenta en fonts d'arxiu; per tant, les dades de la seva vida s'han de reconstruir a partir del que diu en les seves obres i del que en diuen altres autors que l'anomenen. Les dates de naixement o mort només es poden deduir de l'ordre cronlògic que s'ha establert per les seves obres i són insegures.
Erec et Enide i Yvain de Chrétien de Troyes són les fonts franceses per a l'Erec i l'Iwein i van ser compostes amb molta seguretat vers 1165 i vers 1177, respectivament. Per tant, se suposa que Hartmann escriu als voltants de 1180. A tot tardar el 1205/1210 les obres de Hartmann ja eren conegudes, ja que Wolfram von Eschenbach menciona l'Iwein en el seu Parzival (253,10–14; 436,4–10) i l'Iwein es considera, per raons estilístiques, la darrera obra de Hartmann.
Les cançons de croada de Hartmann es refereixen a la Tercera Croada (1189) o a la impulsada per Enric VI del Sacre Imperi Romanogermànic (1197), que no es dugué a terme per la mort del seu promotor. En les cançons de croada es menciona la mort d'un mecenes (cançó V,4 i XVII,2) que s'interpreta com la mort de Bertold IV de Zähringen (1186). La menció de Saladí († 1193) en la tercera cançó de croada (XVII,2) es considerava un punt molt important per a l'establiment de la cronologia, però, segons el text conservat en el Còdex Manesse, l'únic que el conserva, no queda clar si Saladí es menciona com a mort o com a encara viu,
Vers 1210 Gottfried von Straßburg en un excurs en el Tristan und Isolde menciona Hartmann com un autor viu (v. 4621–4635). Però Heinrich von dem Türlin, després de 1220, en Der Âventiure Crône lamenta la seva mort (v. 2372–2437).

### Origen i formació
La majoria d'informacions sobre Hartmann s'han d'extreure dels pròlegs i epílegs de les seves obres. Hartmann parla d'ell mateix en el pròleg de l'Arme Heinrich i, en termes semblants, en el de l'Iwein.
| Ein ritter sô gelêret was, daz er an den buochen las, swaz er dar an geschriben vant: der was Hartmann genannt, dienstman was er zOuwe. | Un cavaller que era tan instruït que podia llegir en els llibres tot el que hi hagués escrit. Es deia Hartmann i era cavaller ministerial d'Aue. |

Hartmann s'anomena cavaller (possiblement de la classe no lliure dels Ministerials) i fa èmfasi en la seva educació, educació que en aquest moment significava una educació basada en obres llatines i en una escola religiosa. Això no era tan habitual per un cavaller i Hartmann vol destacar la seva formació, que l'equipara a la seva audiència. Les seves obres com el Gregorius o Der arme Heinrich mostren uns coneixements de filosofia, teologia i retòrica, que hauria pogut obtenir en una escola catedralícia, més probablement que no pas en una en un convent. A més, l'Erec i l'Iwein demostren un coneixement excel·lent del francès, del qual els tradueix.

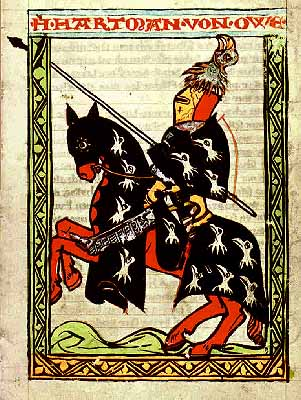
Retrat de Hartman en el Weingartner Liederhandschrift. És una imatge semblant a la del Còdex Manesse que es mostra més amunt (Stuttgart, LB, HB XIII poetae germanici 1, pp 32–39)

No es pot localitzar el lloc d'origen de Hartmann o el lloc on treballà. El seu llenguatge no mostra trets dialectals marcats, però les seves rimes permeten pensar en un origen en la regió alamànica. I Heinrich von dem Türlin (Crone, v. 2353) el fa sueu (von der Swâben lande). Es pot pensar, per tant, en un origen en el ducat de Suàbia. Aue (modern Au) és un topònim molt comú i no permet precisar la localitat d'origen de Hartmann. S'ha parlat d'Au prop de Ravensburg (monestir de Weißenau), d'Au prop de Friburg de Brisgòvia, Eglisau (al cantó de Zúric) o Obernau am Neckar (prop de Rottenburg, al districte de Tübingen). En aquest darrer lloc hi ha documentada des de 1112 una família ministerial al servei dels Zähringer, la família noble dels Ow que encara existeix avui dia. Un personatge d'aquesta família (Henricus de Owon o de Owen) es pot posar en relació amb el protagonista de Der arme Heinrich.

### Possibles mecenes de Hartmann
Al contrari que Chrétien de Troyes, Hartmann no anomena mai el seu o els seus mecenes, sense els quals, tanmateix, no hauria pogut treballar. Per tant, s'han de deixar en la condició d'hipòtesis. Els mecenes més possibles serien els de la casa de Zähringer, o els de la Casa de Welf o els Hohenstaufen, però no es pot documentar una relació de Hartmann amb cap d'elles. De totes maneres, la cort dels Zähringer tenia relacions amb França i amb l'entorn on Chrétien de Troyes hauria escrit; aquest podria haver estat el camí a través del qual hauria rebut els models de les seves narracions artúriques. També les armes amb les quals és retratat en els cançoners, tanmateix del s. XIV, caps d'àguila sobre fons negre o blau, poden estar inspirades en les dels Zähringer (també una àguila). Alternativament, es pensa en Welf VI, de la casa dels Welfs, com a mecenes.

## Obra

### Cronologia de les obres
La cronologia interna de les obres de Hartmann s'ha establert a partir de l'anàlisi estilística. El Klagebüchlein seria la primera obra escrita per Hartmann (qui, a més, s'hi descriu com a jove; jungelinc, v. 7). L'Erec seria el primer roman en vers, seguit pel Gregorius, Der Arme Heinrich i Iwein. Les dues darreres poden haver estat escrites simultàniament i potser els primers mil versos de l'Iwein podrien haver estat escrits contemporàniament amb l'Erec i l'obra hauria estat acabada posteriorment. La cronologia de les poesies és molt més difícil d'establir. La recerca més antiga havia volgut veure una evolució personal en l'obra de Hartmann i fer de les obres de tipus cortès les primeres, i les de caràcter religiós més tardanes, després d'una crisi personal. Però avui en dia aquestes hipòtesis es descarten.

### Les cançons

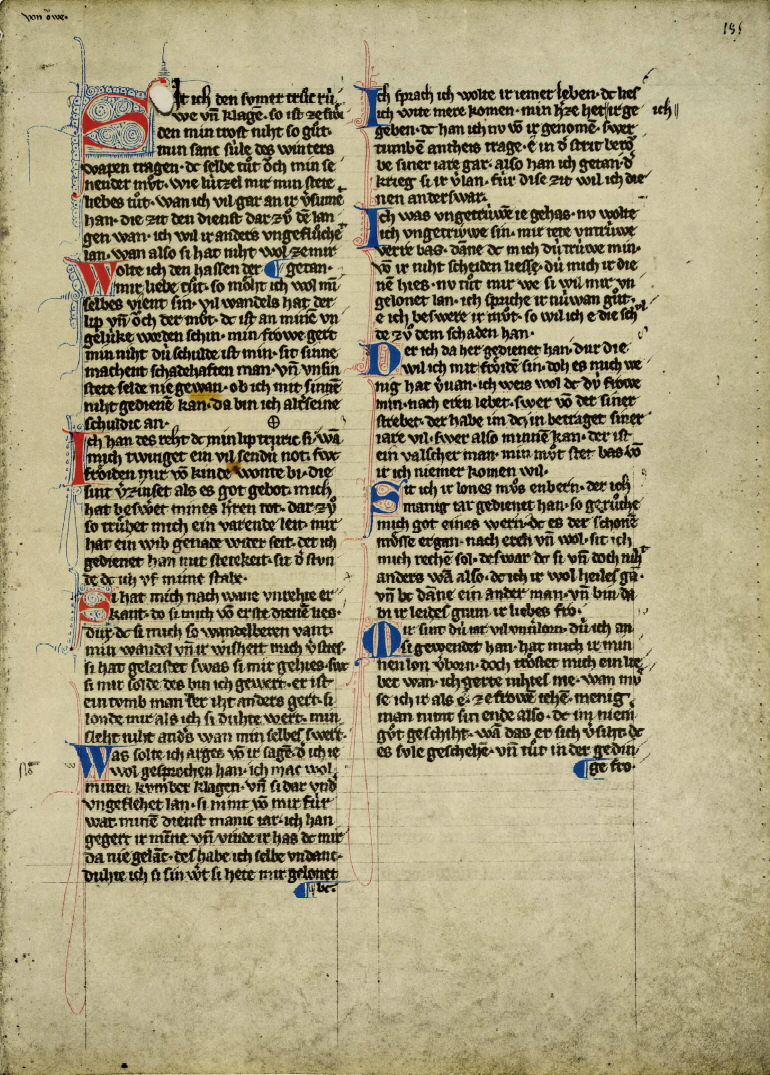
Les cançons de Hartmann en el Còdex Manesse (fol. 185r), principis del s. XIV

Es conserven 18 "tons" (cadascun hauria anat acompanyat d'una melodia pròpia, que no s'ha conservat) amb un total de 60 estrofes de Hartmann von Aue. Es tracta de poesia amorosa que s'inscriu en la temàtica de l'amor cortès ja integrades en la tradició del Minnesang que havia rebut la influència de la poesia trobadoresca. I es conserven també tres cançons de croada. El seu estil es caracteritza per la seriositat i la racionalitat. Tot i que la crítica ho havia fet fins entrat el segle xx, no cal veure en aquestes cançons un aspecte autobiogràfic.

### ElKlagebüchlein
La primera obra narrativa de Hartmann es creu que és el Klagebüchlein ("Llibret de les lamentacions'", anomenat també Die Klage ("lamentació") o Das Büchlein ("el llibret"). Com tota la resta de l'obra narrativa de Hartmann, està escrit en versos apariats. Consta de 1.914 versos i, com l'Erec, es conserva en un sol manuscrit (l'Ambraser Heldenbuch [llibre dels herois d'Ambras], copiat vers 1510). És un diàleg al·legòric on discuteixen el "Cor" com a representació de la part espiritual de l'home i el "Cos" com a representació de la part carnal i pecadora de l'home. La discussió se centra en l'amor cortès i en la correcta manera de galantejar un home una dona. En la literatura medieval religiosa la discussió entre cos i ànima era molt recurrent, però no s'han trobat fonts directes o continuadors de l'obra de Hartmann. S'han buscat també fonts franceses per a aquest text, però sense èxit.

### Les novel·les artúriques
Erec i Iwein són dues obres de la literatura artúrica; junt amb l'Eneas de Hendrik van Veldeke, són els primers romans cortesos en llengua alemanya; però, ja que l'Eneas és de tema clàssic, els romans de Hartmann són els primers romans de temàtica artúrica en alemany. Les dues són traduccions de les obres corresponents de Chrétien de Troyes, la primera adaptada més lliurement, potser perquè Hartmann era conscient que la novel·la cortès no era coneguda encara pel seu públic i per això hi intercala excursos explicatius, i la segona més fidel a l'original.

#### Erec
L'Erec de Hartmann von Aue es data de 1180/1190 i es considera que és el primer roman artúric en alemany. Se'n conserva només una còpia sencera en l'Ambraser Heldenbuch de principis del segle xvi i en diversos fragments. Tanmateix l'inici de l'obra no s'ha conservat; segurament, si s'hagués conservat el pròleg, hauria contingut informacions valuoses sobre l'origen de l'obra. L'Erec consta d'uns 10.100 versos.
Resum de l'argument: Erec, un cavaller jove i inexpert de la cort del rei Artur, és deshonrat davant la reina quan el nan d'un cavaller el colpeja. Immediatament i sense ni prendre armes surt a perseguir el cavaller i arriba al castell de Tulmein del duc Imein. El noble empobrit que l'acull a la seva casa, Koralus, l'informa del proper torneig de l'esparver i que Ider, el cavaller del nan, ha guanyat el torneig dues vegades seguides. Erec decideix participar-hi i demana a Koralus que la seva filla Enite l'acompanyi; Erec guanya el torneig i es casa amb Enite a la cort d'Artur. S'instal·len a Karnant, la cort del pare d'Erec, el rei Lac. Erec abandona les seves tasques com a governant per passar tot el dia al llit amb la seva enamorada; quan Enite li fa saber que tothom es burla d'ell, abandona la cort buscant aventures i duent amb ell Enite a qui prohibeix que li parli sota pena de mort. Quan Enite trenca aquesta prohibició per avisar-lo d'un atac imminent, Erec passa a tractar-la com un servent o mosso d'estable. Se succeeixen moltes aventures. En la darrera, la Joie de la curt (la Joia o Alegria de la cort), Erec lluita contra el gegant Mabonagrain que, per una promesa, guardava el jardí de la seva estimada (que resulta ser cosina d'Enite) contra els intrusos. Mentre celebren la victòria, arriba la notícia de la mort del pare d'Erec. Erec i Enite tornen a les seves terres i es converteixen en uns senyors modèlics, ja que Erec ha après en el seu viatge d'aventura l'equilibri que hi ha d'haver entre l'amor i el paper com a senyor governant d'un feu.
El model per a l'Erec és Erec et Enide de Chrétien de Troyes tot i que Hartmann adapta alguns matisos en la seva traducció per adaptar-los al seu públic.

#### Iwein

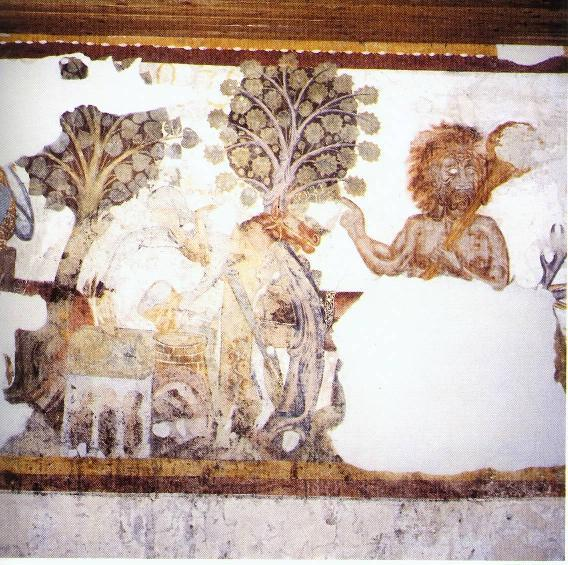
L'escena de la font; pintura mural al castell de Rodenegg

L'Iwein és la darrera obra narrativa escrita per Hartmann, vers 1190. Pel nombre de manuscrits conservats (33; 16 complets i 17 fragments), només igualat per algunes obres molt conegudes, cal pensar que fou una de les grans obres d'èxit del segle xii. L'obra té un pròleg on Hartmann es presenta en uns termes semblants als que hem vist per l'Arme Heinrich.
Resum de l'argument: A la cort d'Artur, per Pentacosta, el cavaller Kalogreant narra que va ser derrotat per Askalon, un cavaller amo d'una font màgica en el bosc. Iwein és parent de Kalogreant i vol venjar-lo, va a la font, lluita amb Askalon i el fereix mortalment. Kalogreant fuig cap al seu castell seguit per Iwein, que aconsegueix entrar al castell tot just quan baixa la porta llevadissa, que parteix el seu cavall, però el deixa a ell a dins i il·lès. Amb l'ajuda de Lunete, la donzella de Laudine que li dona un anell que el fa invisible, aconsegueix moure's pel castell. La mateixa Lunete acaba convencent Laudine, vídua d'Askalon, que es casi amb Iwein, el vencedor sobre el seu marit, que serà un bon marit, governant i protector de la font màgica. Poc després de la boda, Iwein marxa a la recerca d'aventures prometent que tornarà amb la seva esposa en el termini d'un any i un dia. Però, amb totes les aventures que passa, s'oblida del termini i torna sis setmanes tard. Lunete l'acusa de traidor i li pren l'anell i Laudine el refusa. Iwein queda deshonrat i perd la identitat com a marit i governant, embogeix i viu com un salvatge al bosc fins que és curat amb un remei màgic per la dama de Narison. En les aventures que segueixen Iwein allibera un lleó atacat per un drac; el lleó el seguirà i ajudarà fidelment i dona a Iwein el seu nou epítet de cavaller del lleó. Iwein arriba casualment un altre cop a la font i, sense reconèixer's mútuament, ajuda Lunete que havia estat condemnada a mort. Com que no s'han reconegut, torna a marxar, ajuda a la filla petita del comte de la Negra Espina i allibera tres-centes dames nobles que havien estat tancades en un taller i obligades a treballar per dos gegants. Finalment, Iwein combat (sense saber-ho) amb Gawain que és el campió de la germana gran de la filla del comte de la Negra Espina, en conflicte amb la seva germana. Enmig del combat es reconeixen, el rei Artur fa justícia en el conflicte entre les dues germanes i Iwein és acollit un altre cop a la Taula Rodona. Iwein es reconcilia amb Laudine, un cop més amb ajuda d'una intriga de Lunete, i els dos renoven el seu amor i el seu matrimoni.

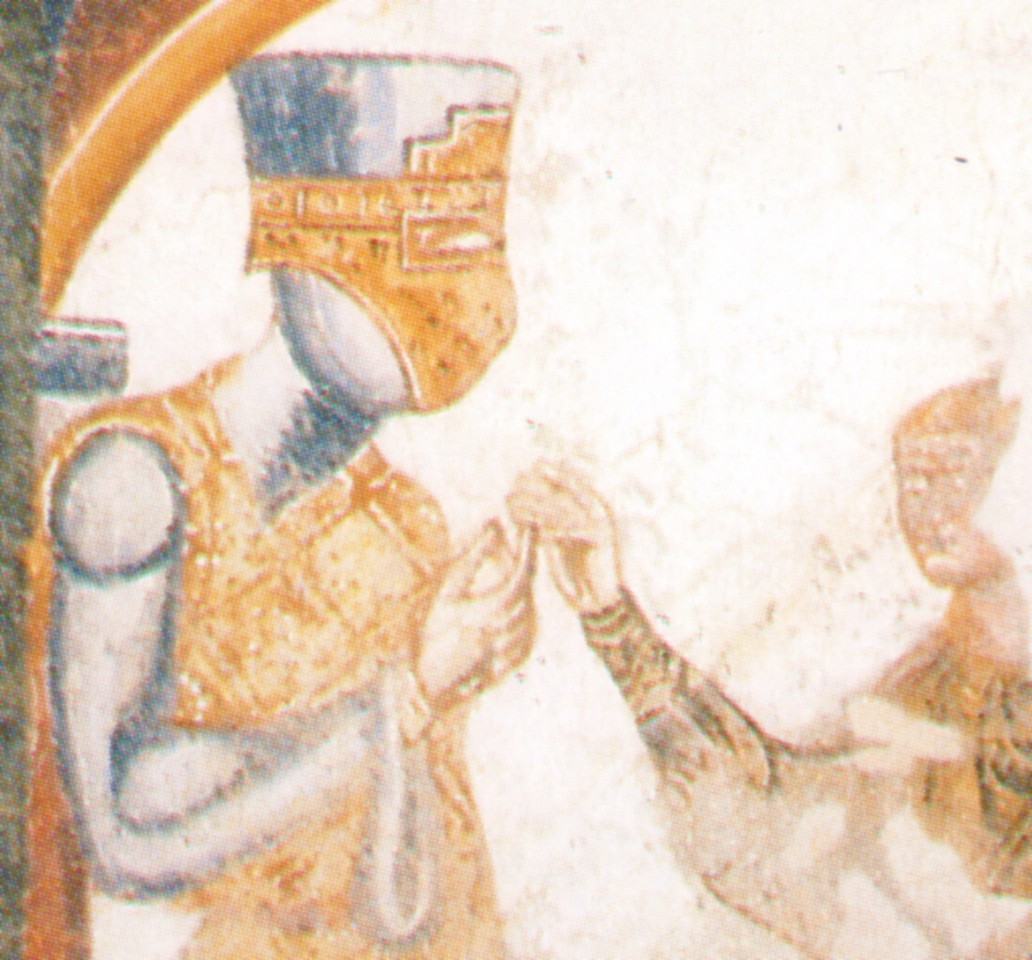
Laudine dona l'anell a Iwein; pintura mural al castell de Rodenegg

Les dues novel·les artúriques segueixen l'esquema clàssic on l'heroi guanya una esposa i el reconeixement social, però, després, per alguna falta, els perd (crisi de l'heroi) i ha de superar una sèrie d'aventures per recuperar-los.

### GregoriusiDer Arme Heinrich
Aquestes dues obres narratives en vers tracten de temes religiosos, com la culpa i el perdó diví. Però al mateix temps tenen un to cortès i més com a llegenda que com a veritat històrica. Per tant, la critica ha fet servir a vegades el terme "llegenda cortès". Mentre que el Gregorius gira al voltant del pecat de l'incest i el seu perdó, sent al mateix temps una vida d'un Papa, l'Arme Heinrich tracta més de la reflexió i reacció dels protagonistes sobre els fets externs.

#### GregoriusoDer gute Sünder
Gregorius o El bon pecador narra la vida d'aquest fill incestuós que acabarà essent Papa i, segons Hartmann, el relat l'ha pres d'una font francesa. Després del pròleg, la història comença explicant com dos germans, gairebé encara nens, acaben en una relació incestuosa de la qual neix Gregori, que és abandonat al destí que esculli Déu en una caixa al mar amb unes monedes d'or i un escrit on es narra el seu origen noble. El pare marxa a les croades i mor. El nen arriba a una illa del canal de la Mànega on és recollit per l'abat d'un monestir que el fa criar. Quan el nen es fa gran coneix el seu origen i vol convertir-se en cavaller tot i que l'abat el volia destinar a la religió. El jove cavaller arriba a una ciutat i l'allibera d'un setge i es casa amb la senyora de la ciutat sense saber que és la seva mare i repetint així una segona vegada el pecat de l'incest. Quan una donzella descobreix l'escrit que Gregori guardava i l'ensenya a la seva senyora, es fa patent aquest doble incest. Gregori, horroritzat, ordena a la seva mare/esposa que reparteixi les seves riqueses als pobres i que visqui una vida en pobresa en penitència pel seu pecat. Ell mateix es fa portar a una illa i encadenar a una roca i ordena al pescador que l'hi ha acompanyat que llenci la clau al mar. Al cap de disset anys, el Papa mor i Déu revela a dos savis que trobaran el proper Papa en una illa d'Aquitània. En arribar-hi, mengen a casa d'un pescador i, en l'estómac del peix que mengen, hi troben la clau. El pescador, veient la clau i sabent què busquen els homes, lamenta haver encadenat un home sant i creu que ja haurà mort fa temps. Els acompanya, però, a l'illa i troben Gregori que ha sobreviscut amb l'aigua que queia de la roca i l'ajuda de l'Esperit Sant. Gregori és coronat Papa i retroba encara la seva mare, que havia complert la seva penitència, i declara que Déu els ha perdonat.
El Gregorius és una traducció de la Vie du Pape Saint Grégoire francesa. Però Hartmann hi inclou una visió cortesana i els valors cavallerescos.

#### Der arme Heinrich
Resum de l'argument de Der arme Heinrich ("El pobre Enric"): La narració s'obre amb un pròleg on trobem algunes de les poques informacions que tenim sobre l'autor. Heinrich, un jove noble d'Ouwe a Suàbia, és posseidor d'una gran riquesa i és un cavaller dotat de totes les virtuts cavalleresques i amb un gran prestigi. Però Déu el fa tornar leprós, cosa que fa que tothom el rebutgi. Al contrari que Job, Heinrich no pot acceptar-ho i visita doctors a Montpeller i a Salern0 fins que un doctor li diu que hi ha una cura: la sang del cor d'una jove donzella que es sacrifiqui voluntàriament per ell. Heinrich tem que no arribarà mai a curar-se i dona tots els seus béns i se'n va a viure a la granja d'un home de les seves terres. Allí, la filla del granjer no refusa Heinrich per la seva malaltia i esdevé la seva companya fidel. Quan, al cap d'uns anys, sent com Heinrich explica al seu pare l'única possibilitat que tindria de curar-se, s'ofereix per a aquest sacrifici. Finalment, després d'un parlament inspirat per Déu, aconsegueix convèncer Heinrich i el seu pare. Heinrich i la donzella viatgen a Salern; quan el doctor està a punt de començar l'operació per treure-li el cor, Heinrich l'atura. Així accepta la condició de leprós com una voluntat de Déu. En el viatge de retorn, Déu guareix miraculosament Heinrich i els dos es casen, malgrat la diferència social que els separa. Heinrich torna a la seva posició social originària i recompensa el granjer alliberant-lo de la condició servil. Tan Heinrich com la noia aconsegueixen la salvació eterna.
La tradició manuscrita una mica erràtica ha fet que quedin en dubte alguns detalls de l'obra (per exemple, l'edat de la noia, que mai és anomenada pel seu nom). La crítica també ha posat en relleu la possible relació entre el ric noble que porta el nom de Heinrich van Aue (Ouwe en la grafia del text) amb l'autor de l'obra. S'ha especulat si el casament amb una noia de classe social inferior podia ser utilitzat per Hartmann per explicar la seva condició de Ministerial (noble no lliure), ja que un casament així ho hauria comportat en la realitat. En tot cas, no es troba cap font o paral·lel per a aquesta obra.

## Recepció

### Valoració dels seus contemporanis
Hartmann von Aue fou un poeta valorat pels seus contemporanis. Diversos autors mencionen les seves obres artúriques i, menys freqüentment, la seva poesia. En canvi, les obres de tipus religiós, tot i que foren difoses i se'n conserven reelaboracions, no reberen elogis d'altres poetes. En primer lloc Wolfram von Eschenbach en el seu Parzival, escrit vers 1205, diu que ha pres com a model les obres de Hartmann. Això constitueix, a més, un terminus ante quem per a la datació de les obres de Hartmann. Gottfried von Strassburg vers l'any 1210 en el Tristany posa Hartmann en el primer lloc entre els narradors i lloa els seus kristallînen wortelîn ("mots cristal·lins", vers 4627). També lloa Hartmann Rudolf von Ems en el seu Alexander (post 1230) i en Willehalm of Orlen (vers 1240; menciona l'Erec). Heinrich von dem Türlin dedica un sentit plany a Hartmann en la seva novel·la Diu Crône (post 1220). Altres poetes de més entrat el segle xiii repeteixen aquests elogis.

### Transmissió dels textos
La tradició manuscrita dels dos romans artúrics és ben diversa: de l'Erec n'existeix només una còpia completa en l'Ambraser Heldenbuch (de 1510) i tres fragments dels segles xiii i xiv. Recentment s'han trobat altres fragments però no és clar si no representen una traducció independent de la de Hartmann de l'obra francesa de Chrétien de Troyes. En canvi, l'Iwein és una de les obres més copiades de la seva època: se'n conserven 16 còpies senceres i 17 fragments dels segles XIII al XVI. Per exemple, es conserven més còpies de l'Iwein que del Tristany de Gottfried von Straßburg.
El Gregorius es conserva en sis manuscrits com a text sencer i en cinc fragments i del Der Arme Heinrich hi ha tres còpies senceres i tres fragments. Els dos van ser, a més, traduïts al llatí. L'obra pòetica de Hartmann es conserva sobretot en el Còdex Manesse (que conté tota la seva obra conservada) i aproximadament la meitat (28) de les seves estrofes apareixen també en el Weingartner Liederhandschrift i 10 en el Kleine Heidelberger Liederhandschrift. El text de les tres cançons de croada es conserva, com hem dit, en el Còdex Manesse i una també apareix en el Weingartner Liederhandschrift.

### Adaptacions
Abans de 1450, el Gregorius s'havia traduït al llatí i en prosa alemanya, cosa que el feu molt difós. Després de 1480, Ulrich Füetrer va escriure una versió escurçada en prosa de l'Iwein: l'Iban que va incloure junt amb altres sis novel·les artúriques en el seu llibre Buch der Abenteuer (Llibre de les aventures).

### Iconografia

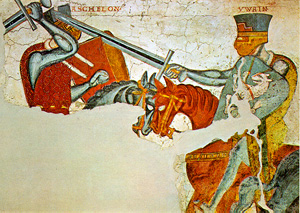
Iwein lluitant amb Ascalon, en les pintures murals del castell de Rodenegg

L'Iwein va ser objecte de diverses representacions pictòriques i això no en il·luminacions dels manuscrits sinó en forma de pintura mural i tapissos. Les més conegudes són les escenes de l'Iwein en el castell de Rodenegg (prop de Brixen, Tirol del Sud, Itàlia). S'hi representen 11 escenes i semblen realitzades en el mateix segle xiii (potser vers 1200 o vers 1220/30). Es van descobrir el 1972, ja que havien quedat tapades (cosa que també n'ha possibilitat la conservació). Com que s'hi retraten només escenes de la primera part de la novel·la, s'ha pensat que potser n'hi havia més, que no haurien estat conservades.
També en el Hessenhof de Schmalkalden hi ha una sèrie de pintures murals sobre l'Iwein de la primera meitat del segle xiii; se'n conserven 23, de les 26 que hi havia originàriament. Ja entrant en el segle xv (vers 1400) es van fer els murals del castell de Runkelstein (it. Roncolo), al Tirol del Sud, on s'hi representa Iwein, junt amb Parsifal i Gawain, com als cavallers exemplars.
Iwein i Laudine també apareixen en el tapís de Johann i Anna Malterer (Maltererteppich), fet vers 1320/1330, i que es conserva en el museu dels Agustins de Friburg de Brisgòvia.

### Traduccions a llengües ibèriques
- Erec. Traducció d'Eva Parra Membrives, Valladolid, Universidad de Valladolid,2004. ISBN 978-84-8448-304-5
- Iwein. traducció de Víctor Millet, Barcelona, P.P.U., 1989, ISBN 978-84-7665-428-6
- Gregorio - el pobre pecador. Traducción de Antonio Regales Serna, Valladolid, Universidad de Valladolid, 2000. ISBN 978-84-8448-041-9
- Gregorio. Traducció d'Antonio González Fernández, Vigo, Galaxia, 2003. ISBN 978-84-8288-556-8 (al gallec)
- El pobre Enrique. Traducció de Francisco Manuel Mariño y Detlef Blocker, Madrid, Akal, 1994, ISBN 978-84-460-0203-1
- El pobre Enrique. Traducció de Feliciano Pérez Varas, Madrid, Cátedra, 1993, ISBN 978-84-376-1186-0

### Bibliografies
- Petra Hörner (ed.), Hartmann von Aue. Mit einer Bibliographie 1976–1997. Information und Interpretation. Frankfurt, Lang, 1998. ISBN 3-631-33292-0
- Elfriede Neubuh, Bibliographie zu Hartmann von Aue. Bibliographien zur deutschen Literatur des Mittelalters. Berlín. Erich Schmidt, 1977. ISBN 3-503-00575-7
- Irmgard Klemt, Hartmann von Aue. Eine Zusammenstellung der über ihn und sein Werk 1927 bis 1965 erschienenen Literatur. Colònia, Greven, 1968.